# Miss Universo 2005
Miss Universo 2005, la 54.ª edición del concurso Miss Universo, se llevó a cabo en el Impact Arena en Nonthaburi, Región metropolitana de Bangkok (Tailandia) el 31 de mayo de 2005.
Representantes provenientes de ochenta y un países y territorios compitieron por el título en esta edición del concurso. Al final del evento, Miss Universo 2005, Jennifer Hawkins de Australia, coronó como su sucesora a Natalie Glebova de Canadá. Elegida por un jurado de doce personas, la ganadora, de 23 años, se convirtió en la segunda representante de su país en obtener el título de Miss Universo, después de Karen Baldwin (Miss Universo 1982).
El concurso fue presentado por Billy Bush y Nancy O'Dell. El programa fue transmitido vía satélite por NBC y Telemundo.

## Antecedentes

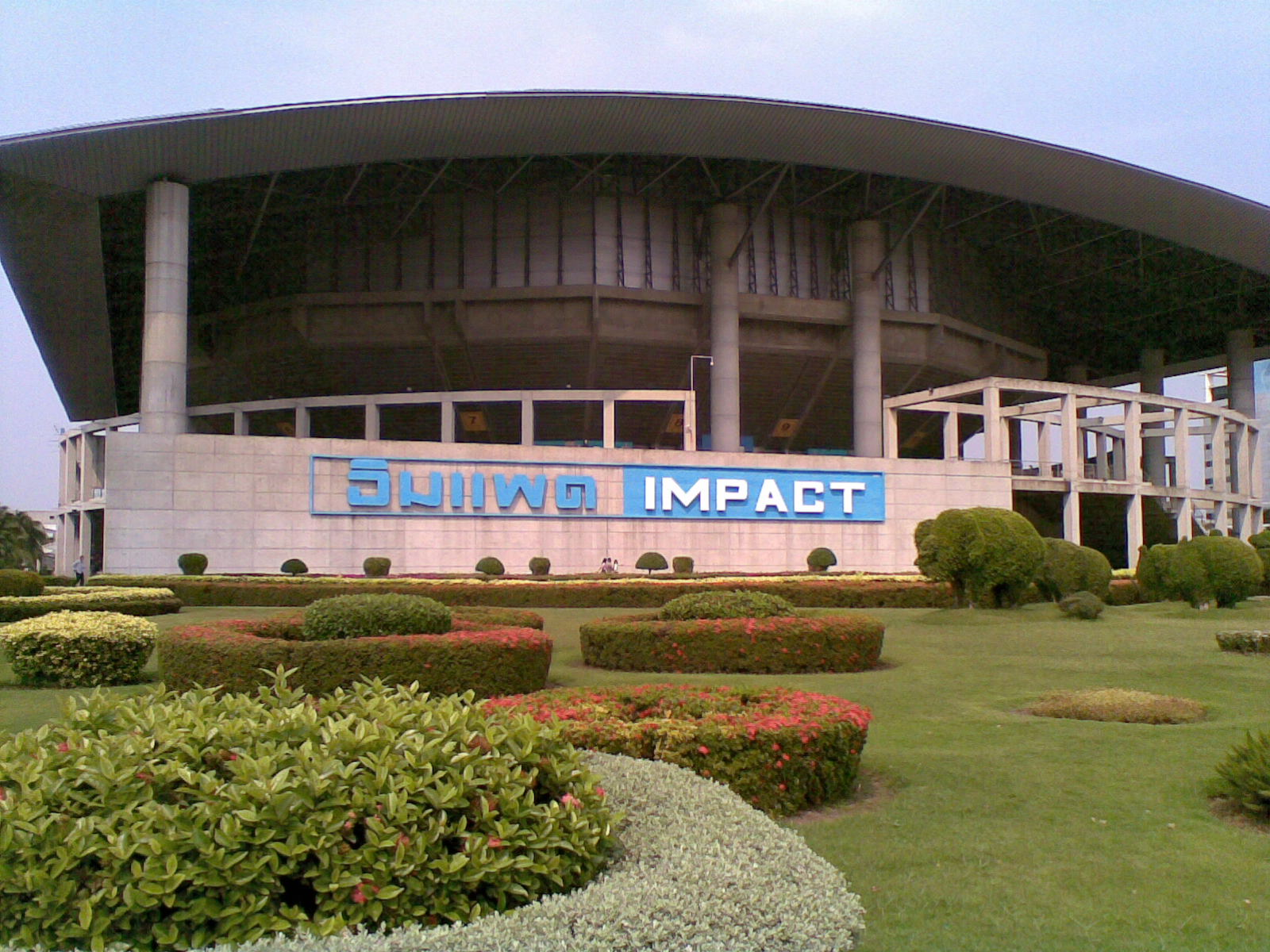
Impact Arena, recinto sede.

### Sede y fecha
Tailandia dio a conocer su oferta para albergar el concurso el 10 de julio de 2004, durante una visita de Miss Universo 2004 Jennifer Hawkins al país. En ese momento, Chile, China y Grecia también estaban siendo considerados para albergar el evento. Un mes después, se anunció que Bangkok había sido seleccionada informalmente para albergar la competencia, a un costo de 6,5 millones de dólares estadounidenses. El costo sería financiado por el gobierno tailandés en un intento de impulsar el turismo. En octubre, la propuesta enfrentó dificultades cuando el gobierno tailandés se demoró en proporcionar los fondos prometidos, lo que desalentó a posibles patrocinadores, llevando al primer ministro Thaksin Shinawatra a involucrarse personalmente para asegurarse de que los planes no se descarrilaran. La organización otorgó los derechos oficiales de hospedaje a la empresa Matching Entertainment en diciembre de 2004, después de un intento fallido por parte de una empresa diferente, Showcase Thailand 2005.
En febrero de 2005, después de que el gobierno tailandés confirmara los planes para respaldar el concurso, el vice primer ministro refutó las afirmaciones de que el evento se llevaría a cabo en Khao Lak, una ciudad balneario devastada por el tsunami del Océano Índico de 2004, pero confirmó que el sur de Tailandia albergaría eventos antes de la competencia final.

### Selección de candidatas

#### Reemplazos
Jana Doleželová, Miss República Checa 2004, originalmente iba a competir en Miss Universo, pero no compitió después de que la organización Miss República Checa perdiera la licencia de la franquicia de Miss Universo en favor del concurso recién formado Česká Miss. Cheryl Ankrah fue coronada inicialmente como Miss Trinidad y Tobago 2005, pero fue destituida después de que se le acusara de no cumplir con sus deberes y de haber aumentado de peso. Aunque Ankrah obtuvo inicialmente una orden judicial para evitar que se llevara a cabo otro concurso, un juez revocó esa orden y se llevó a cabo un segundo concurso de Miss Trinidad y Tobago. La ganadora del segundo concurso, quien representó a Trinidad y Tobago en Miss Universo, fue Magdalene Walcott. Phạm Thu Hằng, Miss Hanói 2005, se convirtió en la representante de Vietnam en este concurso después de que Bùi Thị Diễm, Miss Vietnam Fotogénica 2004, se negara a competir debido a sus estudios.

#### Debuts, regresos y retiros
La edición de 2005 vio el debut de Letonia y los regresos de Albania, Indonesia, Islas Vírgenes de los Estados Unidos, Mauricio, Namibia, Reino Unido, Sri Lanka y Zambia. Indonesia y Sri Lanka compitieron por última vez en 1996, Zambia en 1999, el Reino Unido como Gran Bretaña en 2000, las Islas Vírgenes de los Estados Unidos en 2002, mientras que los demás compitieron por última vez en 2003. Austria, Botsuana, Islas Caimán, China Taipéi, Estonia, Ghana, San Vicente y las Granadinas y Suecia no participaron después de que sus respectivas organizaciones no lograron realizar un concurso nacional o designar a una candidata. Marina Rodrigues de Portugal estaba programada para competir en Miss Universo. Sin embargo, Rodrigues se retiró por razones no reveladas.

## Resultados

### Clasificación final
La ganadora, las finalistas, las semifinalistas y las cuartofinalistas son las siguientes candidatas:
| Posición                  | Candidata |
| ------------------------- | --- |
| Miss Universo 2005        | - Canadá - Natalie Glebova |
| Primera finalista         | - Puerto Rico - Cynthia Olavarría |
| Segunda finalista         | - República Dominicana - Renata Soñé |
| Tercera finalista         | - México - Laura Elizondo |
| Cuarta finalista          | - Venezuela - Mónica Spear |
| Semifinalistas (Top 10)   | - Estados Unidos - Chelsea Cooley - Israel - Elena Ralph - Letonia - Ieva Kokoreviča - Perú - Deborah Sulca - Suiza - Fiona Hefti                            |
| Cuartofinalistas (Top 15) | - Grecia - Evangelia Aravani - Indonesia - Artika Sari Devi - Noruega - Helene Tråsavik - Sudáfrica - Claudia Henkel - Trinidad y Tobago - Magdalene Walcott |

### Premios especiales
Los premios especiales fueron otorgados a las siguientes candidatas:
| Premio          | Candidata                                             |
| --------------- | ----------------------------------------------------- |
| Miss Fotogénica | - Filipinas - Gionna Cabrera                          |
| Miss Simpatía   | - Islas Vírgenes de los Estados Unidos - Tricia Homer |

#### Mejor traje nacional
La ganadora y finalistas del premio al mejor traje nacional son las siguientes:
| Posición          | Candidata                               |
| ----------------- | --------------------------------------- |
| Ganadora          | - Tailandia - Chananporn Rosjan         |
| Primera finalista | - República Checa - Kateřina Smejkalová |
| Segunda finalista | - México - Laura Elizondo               |

## El concurso

### Formato
Tal como ocurrió en 2003, quince cuartofinalistas fueron seleccionadas a través de la competencia preliminar, que consistió en las competencias de trajes de baño y trajes de noche, así como entrevistas a puerta cerrada. Las quince cuartofinalistas compitieron en el segmento de trajes de noche y fueron reducidas a diez después. Las diez semifinalistas compitieron en la competencia de trajes de baño y fueron reducidas a cinco después. Las cinco finalistas compitieron en la ronda de preguntas y respuestas y la última pasada (final look).

### Comité de selección
El panel de jueces estuvo conformado por las siguientes doce personas:
- Heidi Albertsen, modelo danesa, ganadora del concurso Elite Model Look en 1993
- Kevin S. Bright, productor ejecutivo de la serie Friends
- Mario Cimarro, actor cubano
- Bryan Dattilo, actor de la serie Days of Our Lives
- Carson Kressley, experto en moda de la serie Queer Eye for the Straight Guy
- Cassie Lewis, modelo estadounidense
- Louis Licari, peluquero de celebridades
- Anne Martin, representante de marketing de Cover Girl y Max Factor
- Porntip Nakhirunkanok, Miss Universo 1988 de Tailandia
- Oleksandra Nikolayenko, Miss Ucrania Universo 2004
- Chutinant Bhirombhakdi, vicepresidente ejecutivo y director de Boon Rawd Brewery
- Jean-Georges Vongerichten, chef francés

## Candidatas
Ochenta y un candidatas compitieron por el título.
| País/Territorio                      | Candidata               | Edad | Procedencia             |
| ------------------------------------ | ----------------------- | ---- | ----------------------- |
| Albania                              | Agnesa Vuthaj           | 19   | Istog                   |
| Alemania                             | Aslı Bayram             | 24   | Darmstadt               |
| Angola                               | Zenilde Josias          | 22   | Luanda                  |
| Antigua y Barbuda                    | Shermain Jeremy         | 23   | Parham                  |
| Aruba                                | Luisana Cicilia         | 21   | Oranjestad              |
| Australia                            | Michelle Guy            | 19   | Perth                   |
| Bahamas                              | Denia Nixon             | 19   | Nasáu                   |
| Barbados                             | Nada Yearwood           | 21   | Saint Michael           |
| Bélgica                              | Debby De Waele          | 20   | Bruselas                |
| Belice                               | Andrea Elrington        | 22   | Ciudad de Belice        |
| Bolivia                              | Andrea Abudinen         | 21   | Santa Cruz de la Sierra |
| Brasil                               | Carina Beduschi         | 20   | Florianópolis           |
| Bulgaria                             | Galina Gancheva         | 19   | Varna                   |
| Canadá                               | Natalie Glebova         | 23   | Toronto                 |
| Chile                                | Renata Ruiz             | 21   | Santiago                |
| China                                | Tao Siyuan              | 21   | Chengdu                 |
| Chipre                               | Elena Hadjidemetriou    | 22   | Nicosia                 |
| Colombia                             | Adriana Tarud           | 22   | Barranquilla            |
| Corea del Sur                        | Kim So-young            | 24   | Seúl                    |
| Costa Rica                           | Johanna Fernández       | 23   | Santa Ana               |
| Croacia                              | Jelena Glišić           | 18   | Karlovac                |
| Curazao                              | Rychacviana Coffie      | 24   | Suffisant               |
| Dinamarca                            | Gitte Hanspal           | 23   | Copenhague              |
| Ecuador                              | Ximena Zamora           | 20   | Quito                   |
| Egipto                               | Meriam George           | 18   | El Cairo                |
| El Salvador                          | Irma Dimas              | 18   | San Salvador            |
| Eslovaquia                           | Michaela Drencková      | 19   | Bratislava              |
| Eslovenia                            | Dalila Dragojevič       | 20   | Vrhnika                 |
| España                               | Verónica Hidalgo        | 23   | Gerona                  |
| Estados Unidos                       | Chelsea Cooley          | 21   | Charlotte               |
| Etiopía                              | Atetegeb Tesfaye        | 23   | Adís Abeba              |
| Filipinas                            | Gionna Cabrera          | 22   | Pásig                   |
| Finlandia                            | Hanna Ek                | 21   | Ilola                   |
| Francia                              | Cindy Fabre             | 19   | Falaise                 |
| Georgia                              | Rusudan Bochoidze       | 21   | Tiflis                  |
| Grecia                               | Evangelia Aravani       | 19   | Léucade                 |
| Guatemala                            | Aida Karina Estrada     | 19   | Ciudad de Guatemala     |
| Guyana                               | Candisie Franklin       | 24   | Linden                  |
| Hungría                              | Szandra Proksa          | 23   | Siófok                  |
| India                                | Amrita Thapar           | 23   | Pune                    |
| Indonesia                            | Artika Sari Devi        | 25   | Pangkal Pinang          |
| Irlanda                              | Mary Gormley            | 21   | Dublín                  |
| Islas Turcas y Caicos                | Weniecka Ewing          | 18   | Blue Hills              |
| Islas Vírgenes de los Estados Unidos | Tricia Homer            | 23   | Santo Tomás             |
| Israel                               | Elena Ralph             | 21   | Ramat Gan               |
| Italia                               | María Teresa Francville | 18   | Véneto                  |
| Jamaica                              | Raquel Wright           | 23   | Kingston                |
| Japón                                | Yukari Kuzuya           | 21   | Ichinomiya              |
| Kenia                                | Rachel Mbuki Marete     | 19   | Nairobi                 |
| Letonia                              | Ieva Kokoreviča         | 19   | Limbaži                 |
| Líbano                               | Nadine Njeim            | 21   | Beirut                  |
| Malasia                              | Angela Gan              | 23   | Tawau                   |
| Mauricio                             | Magalie Antoo           | 23   | Port Louis              |
| México                               | Laura Elizondo          | 21   | Tampico                 |
| Namibia                              | Adele Basson            | 24   | Khomas                  |
| Nicaragua                            | Daniela Clerk           | 23   | Managua                 |
| Nigeria                              | Roseline Amusu          | 21   | Lagos                   |
| Noruega                              | Helene Tråsavik         | 18   | Rogaland                |
| Países Bajos                         | Sharita Sopacua         | 22   | Utrecht                 |
| Panamá                               | Rosa María Hernández    | 22   | Los Santos              |
| Paraguay                             | Karina Buttner          | 23   | Asunción                |
| Perú                                 | Débora Sulca            | 19   | Cajamarca               |
| Polonia                              | Marta Kossakowska       | 20   | Bydgoszcz               |
| Puerto Rico                          | Cynthia Olavarría       | 23   | San Juan                |
| Reino Unido                          | Brooke Johnston         | 26   | Londres                 |
| República Checa                      | Kateřina Smejkalová     | 22   | Bohuňovice              |
| República Dominicana                 | Renata Soñé             | 22   | Santo Domingo           |
| Rusia                                | Natalia Nikolaeva       | 18   | Rostov                  |
| Serbia y Montenegro                  | Jelena Mandić           | 26   | Belgrado                |
| Singapur                             | Cheryl Tay              | 24   | Singapur                |
| Sudáfrica                            | Claudia Henkel          | 22   | Pretoria                |
| Sri Lanka                            | Rozanne Diasz           | 26   | Gampaha                 |
| Suiza                                | Fiona Hefti             | 25   | Zúrich                  |
| Tailandia                            | Chananporn Rosjan       | 23   | Bangkok                 |
| Trinidad y Tobago                    | Magdalene Walcott       | 22   | Tunapuna-Piarco         |
| Turquía                              | Dilek Aksoy             | 21   | Esmirna                 |
| Ucrania                              | Juliya Chernyshova      | 18   | Kiev                    |
| Uruguay                              | Viviana Arena           | 22   | Salto                   |
| Venezuela                            | Mónica Spear            | 20   | Maracaibo               |
| Vietnam                              | Phạm Thu Hằng           | 20   | Hanói                   |
| Zambia                               | Cynthia Kanema          | 24   | Kabwe                   |